# Менезиш, Жоржи ди
Жоржи ди Менезиш (порт. Jorge de Meneses; ок. 1498—1537) — португальский мореплаватель.
В 1526—1527 годах прибыл на остров Вайгео (в современной Индонезии), укрывшись там в ожидании окончания сезона муссонов. Он назвал этот регион Островами Папуа и таким образом открыл для европейцев Новую Гвинею.
В дальнейшем, с 1527 по 1530 год, был губернатором на Тернате, в Молуккском архипелаге, куда португальцы впервые проникли в 1512 году. За время его губернаторства был разграблен испанский форт на соседнем острове Тидоре, отравлен султан Тернате и совершены различные жестокости против местного населения. Затем Менезиш был арестован и отправлен в Португальскую Индию.
После возвращения в Португалию был сослан в Бразилию, где погиб в 1537 году в бою против коренного населения.